# Матроскін
Матро́скін (рос. Матроскин) — кіт, вигаданий письменником Едуардом Успенським. Вперше з'явився в його повісті-казці «Дядько Федір, пес і кіт» (1973), а пізніше в знятих на її основі мультфільмах: «Дядя Федір, пес і кіт», серії «Троє з Простоквашино», і мультиплікаційному серіалі «Простоквашино».

## Опис
Матроскін — смугастий кіт що говорить. Схильний до раціонального мислення: за краще з усього витягати матеріальну вигоду. Періодично нагадує про те, що його кличка — це «прізвище таке» (раніше носив різні імена, серед яких: Барсик, Пушок, Оболтус і Кіс Кісич).
Розуміти мову і говорити нею навчився, проживаючи у змінювали один одного господарів в квартирах і установах, таким же чином знайшов досить широкі, за котячими мірками, пізнання в різних сферах. Через погане поводження з ним одними з господарів, втік від них на вулицю, а пізніше оселився на горищі одного з багатоквартирних міських будинків. Після того, як «його» горище закривають на ремонт, тимчасово переселяється в під'їзд того ж будинку, де знайомиться з живуть в одній з квартир хлопчиком на ім'я Дядя Федір, який призводить кота до себе додому. Однак вже на наступний ранок, через нелюбов мами Дядька Федора до домашніх тварин, Матроскін і Дядько Федір їдуть в село Простоквашино, де поселяються одному з покинутих будинків, разом зі зустрінутим ними по дорозі псом Шариком.
Матроскін дуже господарський, розважливий і економний, іноді до крайності: наприклад, молоком своєї корови він одного разу зайняв все знаходяться в будинку ємності. Вміє читати, писати і рахувати. З особливих його талантів відомо вміння вишивати і шити на машинці, а також грати на гітарі. Співати, як зізнається сам, Матроскін вміє, тільки від пісень «користі немає», проте в мультфільмі «Зима в Простоквашино» він виконує ліричну пісню з елементами самоаналізу і зверненням до особистого досвіду. Любить жартувати над добродушним Шариком, хоча в цілому ставиться до нього непогано. Єдине, що його засмучує, — відсутність практичної користі від Шарика. У романтичних стосунках з представницями протилежної статі Матроскін непомічений (« — …Стану я дурницями займатися! Я навіть такого слова не знаю — закохався!…»).
У більш пізніх творах з циклу про Простоквашино, персонаж зазнав серйозну еволюцію, зберігши, проте, свої основні риси. У 1990-х роках Матроскін залишається дбайливим господарем і демонструє неабиякий розум і винахідливість, які межують з спритністю, що дозволяє йому добре вписується в нові життєві реалії і навіть проявити підприємницьку ініціативу. У текстах цього часу Матроскін виглядає як найбільш пристосований до нових умов життя з усіх персонажів циклу, що вміє знаходити виходи з безлічі неоднозначних ситуацій. У книзі «Тітка Дядька Федора», під час дебатів перед виборами мера Простоквашино, кіт явно симпатизує кандидату Толстова О. С., висловлюється підкреслено ринкову і капіталістичну позицію, пояснюючи це Шарику, який підтримує тітку дядька Федора, тим, що той «…за тих заступається, хто багато працює і багато хоче мати. Він за таких, як я».

## Озвучка

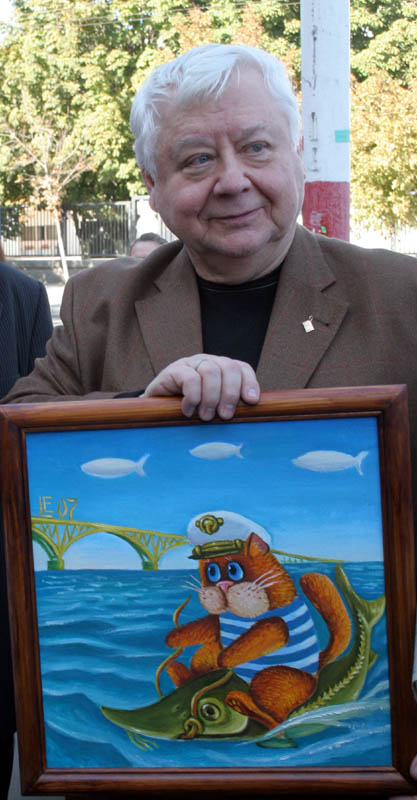
Олег Табаков з подарунком в руках

В першому мультфільмі роль Матроскіна озвучила актриса Світлана Харлап, проте найбільшу популярність персонаж отримав завдяки народному артисту СРСР Олегу Павловичу Табакову, який озвучив його в трилогії «Союзмультфільму». Самого Табакова постійно порівнювали з Матроскіним і навіть дарували відповідні подарунки.Діти, найчастіше, сприймали Олега Табакова і кота Матроскіна як одне і те ж обличчя, і питання про смаки Матроскіна адресували Табакову.
У 2011 році вийшов короткометражний мультфільм «Весна в Простоквашино», де Матроскіна озвучив актор дубляжу, театру і кіно Дмитро Філімонов. Він же озвучував кота і в рекламі молочної продукції «Простоквашино». Однак в мультсеріалі «Простоквашино» Матроскін заговорив голосом актора і бізнесмена Антона Табакова, сина Олега Табакова.

## Прототип
Прототипом кота Матроскіна став приятель Едуарда Успенського — Анатолій Тараскін, редактор кіножурналу «Фитиль», який був домовитим, ґрунтовним і розважливим. Спочатку автор так і назвав кота — Тараскін, але Анатолій, дізнавшись про це, умовив цього не робити, побоюючись карикатурності.
За визнанням художниці-мультиплікатора, в трилогії Володимира Попова вона малювала Матроскіна з голосу Олега Табакова.

## В культурі
Образ кота Матроскіна, як і інших персонажів з Простоквашино, використовується в анекдотах. Як правило, їх розповідають, імітуючи характерну інтонацію Олега Табакова. При цьому самі анекдоти можуть мати непристойні характер і розповідатиметься людьми далеко не дитячого віку.
«Синдромом кота Матроскіна» — де чого купити на зиму, щоб дожити до молодої трави, — називає Микола Олейников нездатність звичайних людей розібратися в що наступили після 1991 року нових політико-економічних відносинах. Важливо відзначити, що таке трактування була дана в 1991 році, до того як побачили світ більш пізні твори простоквашинського циклу, в яких персонаж зумів досить вдало адаптуватися до нових реалій.
У листопаді 2008 року в місті Луховиці Московської області відбулося урочисте відкриття пам'ятника листоноша Пєчкін. Серед персонажів скульптурної композиції присутні Матроскін і Шарик. Бронзова композиція заввишки майже в два метри встановлена навпроти будівлі місцевої пошти. Автор пам'ятника — Поліна Горбунова.
У серпні 2015 року, в рік 80-річчя Олега Табакова, в Саратові відкрили пам'ятник акторові, другою фігурою якого став кіт Матроскін. Автор — скульптор Андрій Щербаков.

## У рекламі
- Кіт Матроскін зображений на етикетках молочних продуктів «Простоквашино» і є символом бренду[10].
- Є численні випадки використання образу Матроскіна в візуальній рекламі (поліграфія, громадський транспорт), не узгодженою з правовласником[11].

## У літературі для дітей
- У 2010 році у видавництві Академія Розвитку вийшли книги «Азбука Кота Матроскіна», ISBN 978-5-7797-1423-5[12], «Вчимося рахувати разом з Дядей Федором, Матроскіном і Шариком» ISBN 978-5-7797-1440-2[13]
- Видавництво «Теремок» випускає серію книг «Школа кота Матроскіна».[14]